# Tariel de Mingrélie
Tariel de Mingrélie (Tariel ou Taia Dadiani géorgien : ტარიელ [ტაია] დადიანი; fl.1793–1833), de la maison Dadiani, est prince de Mingrélie de 1793 à 1794 et en 1802 comme rival de son frère ainé  Grigol Dadiani, dont le règne n'est qu'un long conflit contre le royaume d'Iméréthie qui veut imposer sa suzeraineté sur la Mingrélie alors que cette dernière recherche à maintenir sa pleine indépendance, un conflit qui divise la Géorgie occidentale depuis des siècles, a continuation. Tariel obtient l'appui du roi  Salomon II d'Iméréthie,  qu'il soutiendra ensuite contre l'Empire russe jusqu'en 1810.

## Biographie
En 1791, le roi Salomon II d'Iméréthie, qui cherche à unir toute la Géorgie occidentale sous son autorité, dépose Grigol Dadiani et le remplace par son frère Mamouka ou Manuchar, autre  fils Katsia II Dadiani et de sa troisième épouse Anna Tsulukidzé plus maniable qui devient prince sous le nom de  Mamouka II de Mingrélie
La situation de Mamouka Manuchar II est rapidement affaiblie par les tentatives permanentes de Grigol qui a trouvé refuge dans la principauté voisine d'Abkhazie de regagner son trône. Peu après, Salomon désigne Tariel comme prince-régnant, mais Grigol parvient à ses fins en 1794. Lors d'une nouvelle offensive de Salomon en Mingrélie en 1802,  Grigol est de nouveau déposé et remplacé par Tariel, mais le succès du roi est bref et Grigol retrouve son trône et en 1804, place la Mingrélie sous la protectorat de l'Empire russe.  
Lorsque le prince Grigol meurt prématurément en octobre 1804, son jeune fils et successeur Levan est placé sous la régence de sa mère, la princesse douairière Nino. Tariel, comme son frère Manuchar, se rangent rapidement dans l'opposition au nouveau gouvernement, car ils sont exaspérés par les  efforts de  Nino pour priver ses opposants de leurs domaines. En janvier 1810, Tariel et Manuchar sont en révolte ouverte. Tariel s'empare du château de Dzhgali et lorsqu'une force composée de Mingréliens et de Russes fait mouvement contre lui, Tariel accepte de se rendre si ses domaines lui sont restitués. La Princesse Nino renie sa promesse et Tariel s'enfuit chez Salomon II d'Iméréthie, et rejoint ce dernier dans sa résistance aux forces russes. Après la défaite de  Salomon, Tariel se rend dans les hautes terres de la province du Lechkhumi et, conjointement avec le noble Beri Gelovani, conduit une prise d'armes locales contre les russes, mais des incohérences surviennent rapidement dans la politique diplomatique de Nino.
Tariel rejoint alors  Salomon dans son exil à Akhaltsikhé, dans l'Empire Ottoman et ensuite réside dans la principauté de Gourie. Il se réconcilie ensuite avec son neveu Levan, qui assume désormais le pouvoir après que Nino eut été écarté par les autorités russes du gouvernement de Mingrélie. En 1833, Tariel mène une mission pour traduire en justice le neveu de Levan, Dimitri Chervachidzé de Samourzakano, l'affaire se conclut par la mort de Dimitri qui est tué dans une escarmouche à Chuburkhinji.

## Famille
Tariel avait épousé une fille du Gouriel Simon II Gurieli. ils sont six enfants dans la descendance prospère encore de nos jours.